# Conquista dell'impero azteco

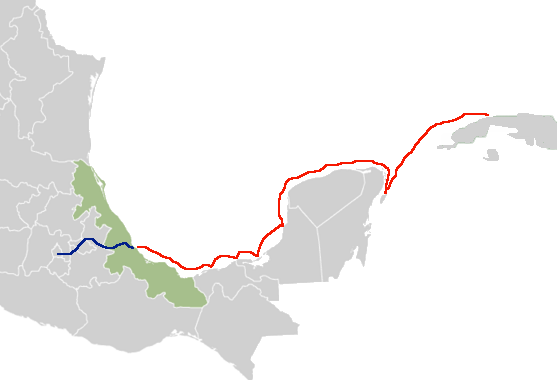
Il percorso effettuato da Hernán Cortés da Veracruz a México-Tenochtitlan.

La conquista del Messico fu una guerra compiuta da un piccolo esercito comandato da Hernán Cortés in nome del re Carlo I di Spagna, nel periodo dal 1519 al 1521; questi territori furono quindi annessi all'Impero spagnolo. Il 13 agosto del 1521 la capitale dell'Impero azteco, México-Tenochtitlan, fu presa dagli spagnoli al termine di una campagna militare favorita dalla ribellione di popolazioni che, fino ad allora sottomesse al dominio azteco, vedevano nei conquistadores la possibilità di affrancarsi dalla schiavitù.  
La conquista, proseguita negli anni 1521–1525 estendendosi ai territori dell'attuale Messico e a parte degli Stati Uniti d'America meridionali, al di là degli aspetti militari ebbe risvolti di carattere sociale, culturale e religioso, dando così vita a una nuova identità culturale che esiste tuttora nei Paesi centroamericani.
Le colonie spagnole dell'America centrale, riunite amministrativamente nel vicereame della Nuova Spagna, venivano sfruttate dagli spagnoli come fonte di risorse minerarie e agricole, provocando una notevole insofferenza nella popolazione abbiente locale, i cosiddetti "creoli". La situazione maturò gradatamente in un movimento d'indipendenza del Messico che, iniziato nel 1810, raggiunse l'obiettivo nel 1821.
Oltre ai diari dello stesso Cortés, per la ricostruzione del periodo storico in oggetto la storiografia si è appoggiata alla Historia verdadera de la conquista de la Nueva España di Bernal Díaz del Castillo e all'opera di Francisco López de Gómara Historia general de las Indias, basata non sulla diretta partecipazione alla conquista, ma sui resoconti che Cortés e altri conquistadores fecero di persona all'autore.  

## Prime spedizioni

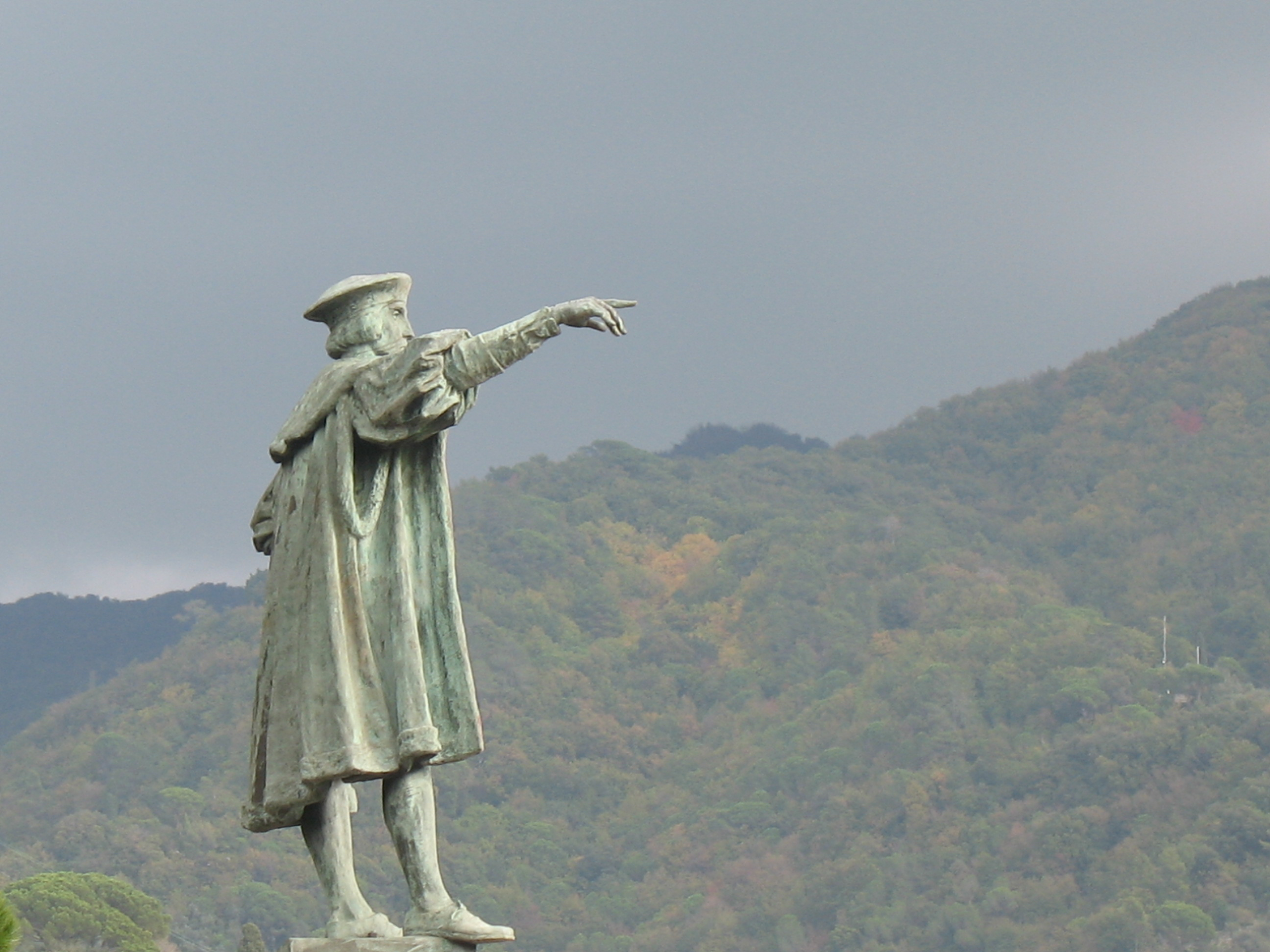
La ricerca di nuove rotte commerciali portò Cristoforo Colombo a scoprire il continente americano

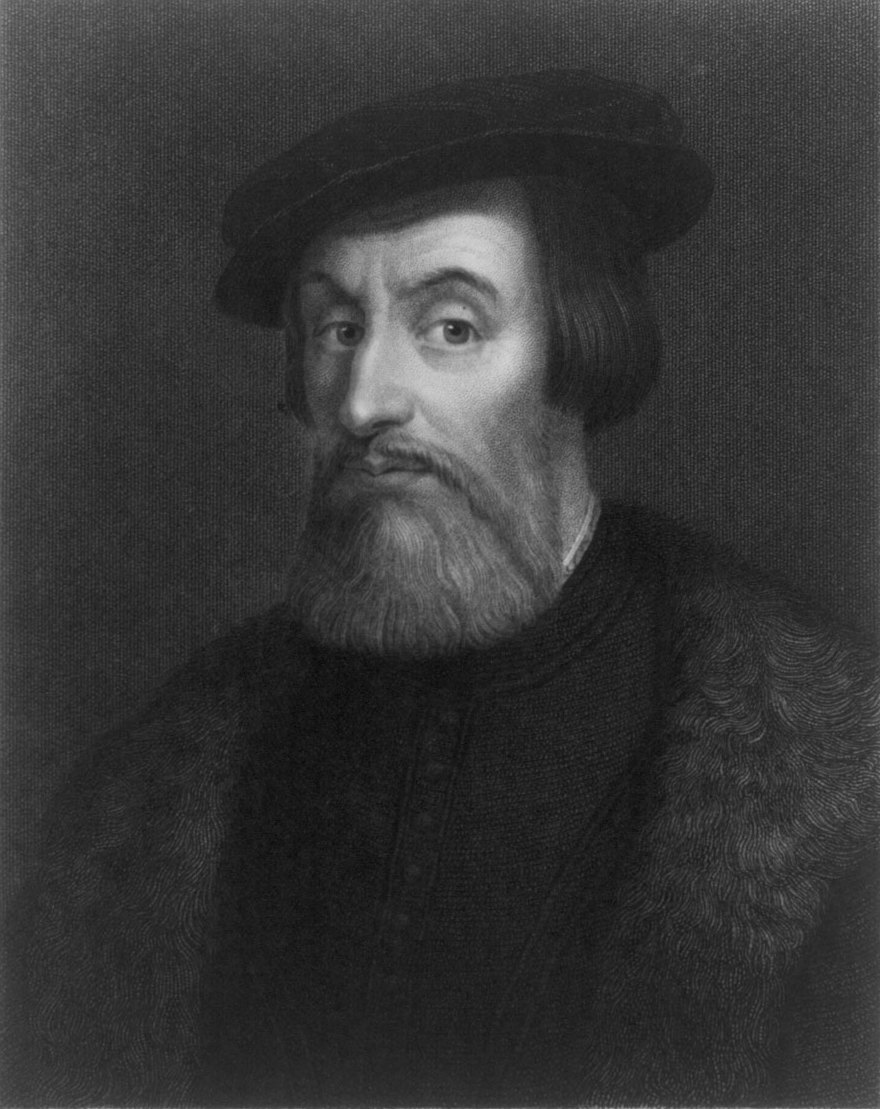
Hernán Cortés il conquistador del Messico

Gli aztechi erano arrivati sull'altopiano della valle del Messico verso l'anno 1300 e già nel 1430 avevano esteso il proprio dominio su tutta la Mesoamerica e le civiltà preesistenti, inclusi gli zapotechi e i mixtechi. Nello stesso periodo in Europa, in particolare in Spagna e in Portogallo, era nato un intenso programma di esplorazioni marittime per trovare nuove rotte commerciali e fonti alternative per procurarsi le merci più preziose come la seta, l'oro e le spezie. A partire dal 1492, si iniziarono a esplorare le nuove terre scoperte da Cristoforo Colombo che venivano generalmente chiamate Indie occidentali.
La prima spedizione si realizzò nel 1517, capitanata da Francisco Hernández de Córdoba, scopritore dello Yucatán; assieme a un gruppo di spagnoli, tra cui Lope Ochoa de Caicedo e Cristóbal de Morante, Hernandez acquistò due navi, partì da Cuba e arrivò a Champoton, sulle coste dell'attuale stato del Campeche. Scoprì l'Isla Mujeres e il Cabo Catoche, nella penisola dello Yucatán; il nome di questo capo deriva dal fatto che alcuni indigeni, avvicinatisi alle navi con delle canoe, li invitarono ad andare nelle loro case con l'esclamazione «cones cotoch», «cones cotoch» (appunto "venite nella mia casa" in maya). Il 5 maggio, giorno seguente al fatto, la spedizione inoltratasi nell'interno venne fatta oggetto di una imboscata nella quale morirono due spagnoli e cinque nativi, e due di loro vennero catturati; questi, nominati Julianillo e Melchorejo, divennero i primi traduttori dallo spagnolo al maya.
Nel 1518 ebbe luogo una seconda spedizione voluta da Diego Velázquez de Cuéllar, governatore di Cuba, che inviò Juan de Grijalva, il quale esplorò un fiume che oggi porta il suo nome: il fiume Grijalva. La spedizione risalì la costa e passò per i fiumi Tonalà e Coatzacoalcos. All'arrivo al fiume Papalopan, Pedro de Alvarado, uno dei capitani, navigò per quelle acque e tornò affascinato da ciò che aveva visto. La spedizione seguì fino al fiume Jampa. Lì lo attendevano gli ambasciatori del Tlatoani Montezuma II, il quale credeva che gli spagnoli fossero inviati dal dio Quetzalcoatl.
La spedizione continuò verso nord e passò per l'Isola dei Sacrifici, chiamata dagli indigeni Chalchihuitlapazco, fino a sbarcare su di un'isola che chiamarono San Juan de Ulúa. Pedro de Alvarado ritornò a Cuba con regali per il Re di Spagna, mentre Juan de Grijalva continuò il viaggio esplorando la costa di Veracruz. Arrivò a Nautla, Tuxpan, alla laguna di Tamiahua e al fiume Panuco, dove terminò il suo viaggio e fece ritorno a Cuba.
Nel 1518 Diego Velázquez decise di inviare, in una terza spedizione, Hernán Cortés; ma venuto a conoscenza di un possibile ammutinamento di questi ritirò la sua autorizzazione. In ogni caso, Cortés partì nel 1519 al comando dell'esercito che avrebbe conquistato il Messico e che in seguito avrebbe dato vita al Vicereame della Nuova Spagna.

## Arrivo di Cortés a Cozumel. Presa di Potonchán

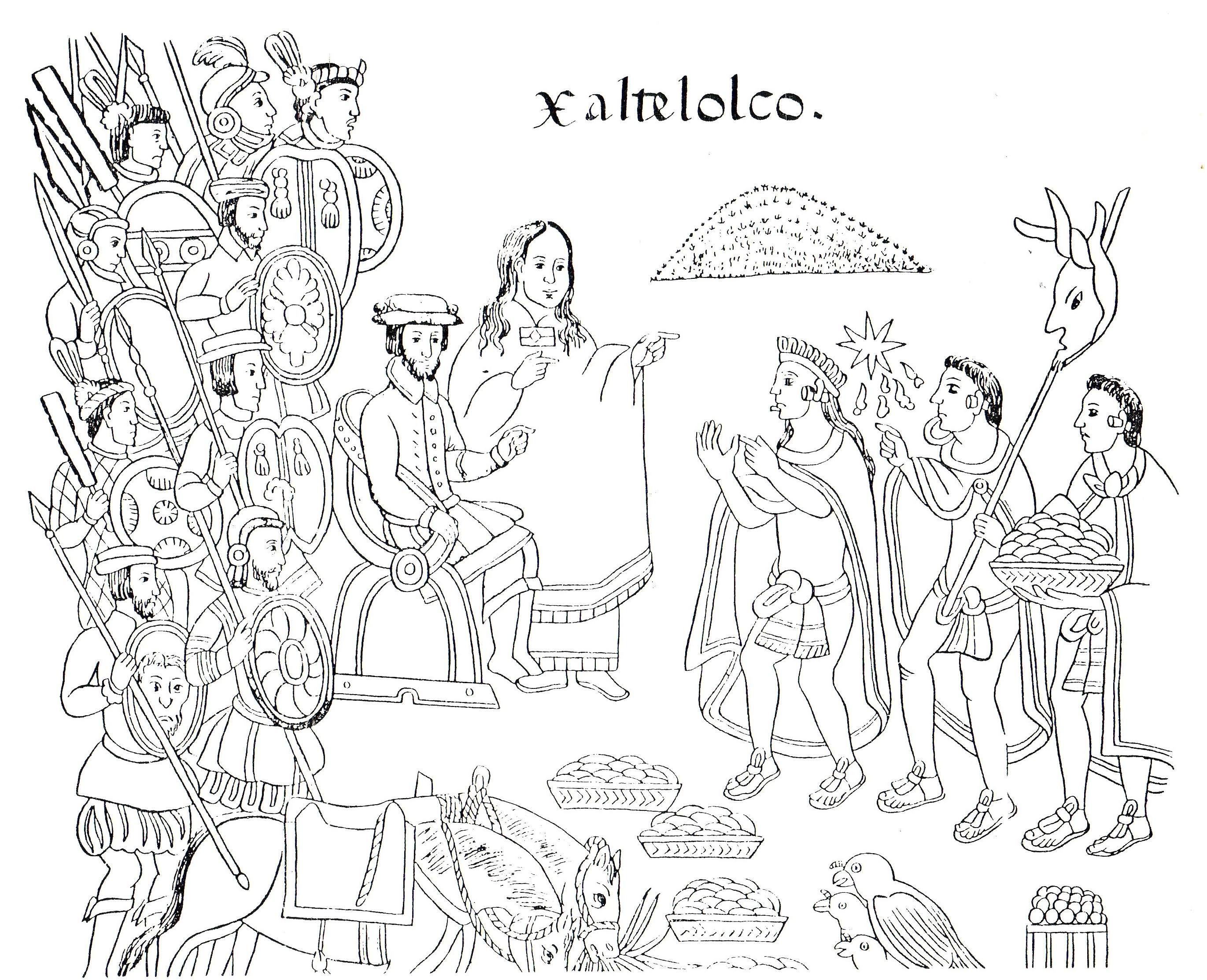
La Malinche traduce la lingua dei Mexicas a Cortés. Lienzo Tlaxcala Secolo XVI

Il primo contatto di Hernán Cortés con le civiltà mesoamericane fu nell'isola di Cozumel dove la piccola squadra arrivò alla spicciolata, con una nave in avaria al traino e un'altra in ritardo di due giorni. Qui aveva sede un importante porto e centro religioso maya, parte dello stato di Ecab, dove si trovava il santuario dedicato a Ixchel, dea della fertilità. Gli spagnoli arrivarono durante il periodo postclassico della cultura maya poco dopo la caduta di Mayapan nel 1480, che portò alla frammentazione della penisola dello Yucatán in 16 piccoli staterelli in costante conflitto tra di loro, ognuno con il proprio governatore chiamato Halach Uinik.
Attraverso uno dei maya catturati nella precedente spedizione di Hernández de Córdoba, Melchorejo, e utilizzati come interpreti, Cortés si presentò allo Halach Uinik locale, parlandogli del re di Spagna e della fede cattolica alla quale avrebbero dovuto subordinarsi pacificamente; questi accettò le condizioni e convocò gli altri governatori dell'isola. Cortés impose agli autoctoni di abbandonare la loro religione e adottare il cristianesimo: egli pertanto invitò i suoi uomini a distruggere gli idoli religiosi maya per sostituirli con croci e immagini della Vergine Maria. Gli indigeni quindi tornarono alla loro vita abituale avendo apparentemente abbracciato la religione cattolica.
Hernán Cortés utilizzava come interprete una giovane ragazza maya presa come prigioniera sull'Isla Mujeres, il cui nome è sconosciuto, ma che venne soprannominata dagli spagnoli la Malinche. Attraverso di lei Cortés scoprì che uomini barbuti erano prigionieri di un capo tribù maya, inviò immediatamente degli ambasciatori per liberarli. Trovò fra Gerónimo de Aguilar sopravvissuto a un naufragio nel 1511. Aguilar allora si diresse per salvare un secondo prigioniero, Gonzalo Guerrero, che viveva a Chetumal.
Guerrero era riuscito a scappare dalla sua prigione e a guadagnarsi la fiducia del capo locale Nachan Can, così da diventare egli stesso un capo militare maya e sposare la principessa maya Zazil Há, con la quale ebbe vari figli, i quali vengono oggi considerati i primi Messicani moderni.

Aguilar decise di tornare da Cortés e di lavorare per lui come interprete, mentre Guerrero decise di rimanere con i maya e morì verso il 1536 combattendo proprio contro gli spagnoli.
La spedizione di Cortés continuò a percorrere la costa guidata dal navigatore Antón de Alaminos fino ad arrivare il 14 marzo del 1519 nelle vicinanze della città di Potonchan (Putunchan). Lì venne combattuta la cruciale battaglia di Centla raccontata dal punto di vista spagnolo da Francisco López de Gómara, cappellano della casa di Hernán Cortés, nel capitolo Battaglia e presa di Potonchan del suo libro La Conquista del Messico.
Le autorità di Potonchan ordinarono di portare acqua e cibo agli spagnoli così che questi si allontanassero. Ma Cortés sostenne che non era sufficiente, e che dovevano lasciar entrare le sue truppe nella città.

Gli Indios non volevano avere sconosciuti nella loro città e tanto meno accettavano ordini da uomini terribili e che si atteggiavano da padroni. Una volta che Cortés capì che con la diplomazia non avrebbe ottenuto niente, mandò a dire loro che sarebbe entrato nelle loro terre, perché il più grande sovrano della terra lo mandava per esplorarle, e che se non lo avessero lasciato entrare potevano iniziare a pregare che Dio, le sue mani e quelle dei suoi soldati avessero pietà di loro.

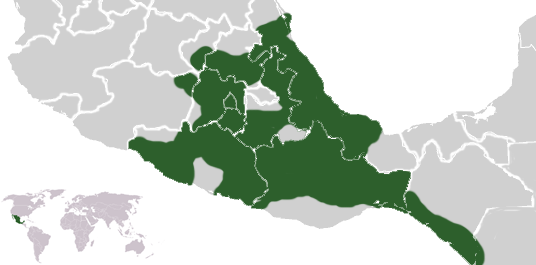
Impero Azteco

Al loro rifiuto, gli spagnoli attaccarono la città dai lati, dando vita a una battaglia sanguinaria che terminò con la caduta di Potonchan, facendone la prima città scoperta e conquistata da Cortés.
Dopo la sconfitta le autorità di Tabasco offrirono a Cortés viveri, gioielli, tessuti e un gruppo di venti schiave, che furono accettate, e divise tra gli uomini.
Tra queste schiave c'era una donna chiamata Malintzin, che venne poi rinominata dagli spagnoli Marina, conosciuta anche con il nome di Malinche, che sarebbe poi diventata fondamentale per la conquista del Messico. La sua grande intelligenza, la sua padronanza delle lingue maya e nahuatl, la conoscenza della psicologia e dei costumi degli aztechi e la sua fedeltà verso gli spagnoli, fecero di lei una delle più straordinarie e controverse donne della storia dell'America..
La Malinche fu l'interprete, la consigliera e la concubina di Hernán Cortés, con il quale ebbe un figlio quattordici anni dopo, Martín Cortés. Lei e Gerónimo de Aguilar sostituirono Melchorejo come interprete, visto che quest'ultimo aveva abbandonato gli spagnoli e stava incitando gli indigeni a resistere e a combattere.

## Fondazione di Veracruz e alleanza militare con Cempoala

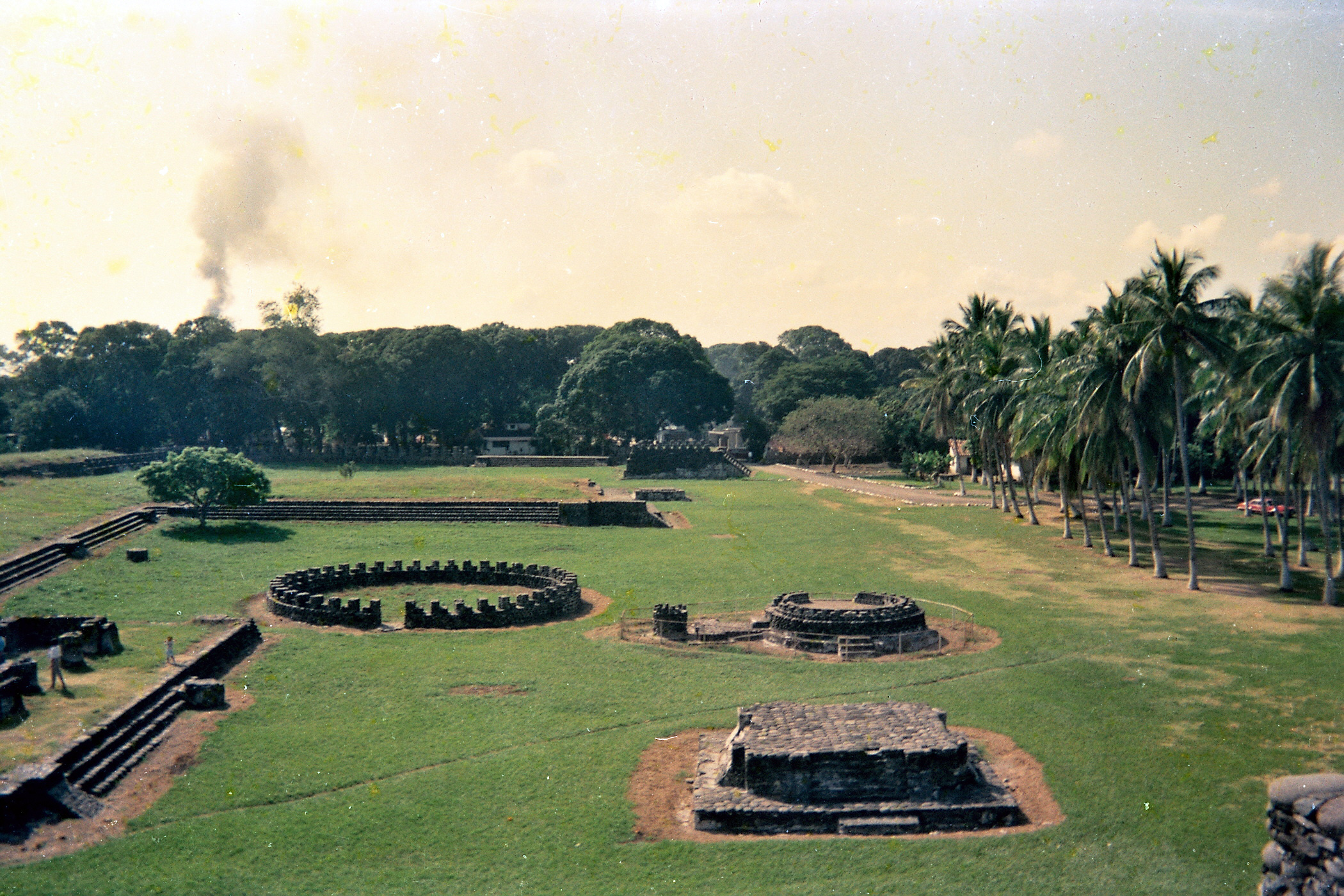
Vista della piazza principale delle rovine della città di Cempoala, capitale della nazione totonaca, la prima a stabilire un'alleanza militare con la Spagna per attaccare l'Impero azteco.

A Tabasco, gli spagnoli vennero a sapere dell'esistenza di un paese ad ovest che gli indios chiamavano "Mexico". La flotta risalì la costa messicana in direzione nord-ovest, sbarcò di fronte alla città totonaca di Quiahuiztlan, e lì fu fondato l'insediamento di Veracruz.
I nuovi abitanti chiesero a Cortés di proclamarsi capitano generale, per dipendere così direttamente dal re di Spagna e non da Velázquez, al quale non riconoscevano l'autorità su quelle nuove terre. Dopo aver rifiutato varie volte, Cortés accettò il titolo. Nominò sindaco e amministratori, comportandosi de facto da governatore, svincolandosi definitivamente dall'autorità del governatore di Cuba. Lui stesso si nominò "Capitano Generale e Maggiore di Giustizia", e scrisse la prima di cinque lettere che inviò al re di Spagna per giustificare le proprie azioni. Questo atto è considerato come la fondazione della prima città europea nell'America continentale.
In questo luogo Cortés ricevette i primi ambasciatori di Montezuma II, il tlatoani degli aztechi. Cortés mostrò loro le armi da fuoco e i cavalli, così da spaventarli, ma allo stesso tempo parlando di pace. Gli ambasciatori portavano con sé pittori che disegnassero tutto ciò che avrebbero visto, per poter informare l'imperatore su ciò che questi semidei facevano e dicevano. Montezuma II inviò nuovamente regali, gioielli e oggetti preziosi, ma Cortés insisteva di voler vedere di persona l'imperatore, che continuava a negare l'incontro.
Cortés allora notò che l'Impero azteco era circondato da molti nemici e che questo avrebbe facilitato i suoi piani. Cominciò a elaborare un piano per fomentare l'odio tra i popoli mesoamericani in modo da poterne trarre vantaggio. Cortés doveva prendere autorità visto che, secondo Diego Velázquez de Cuéllar, Cortés non era autorizzato a popolare quei territori ma solo a esplorarli e, una volta terminata l'esplorazione, sarebbe dovuto tornare a Cuba. Quasi tutti i capitani e la truppa appoggiavano Cortés, visto che intuivano le enormi ricchezze che potevano celarsi in Tenochtitlán; ciononostante, per prevenire la fuga di eventuali dubbiosi e costringerli a sostenere quella che stava diventando una guerra di conquista, fece affondare le navi con cui erano arrivati. 
La prima nazione mesoamericana con la quale Cortés stabilì un'alleanza militare fu quella totonaca, con capitale a Cempoala, una città di 20 000 abitanti. Verso la metà del 1519 trenta villaggi totonachi si riunirono con Cortés a Cempoala per stabilire un'alleanza e marciare assieme verso la conquista di Tenochtitlán. I Totonaca misero assieme 13 000 guerrieri mentre Cortés disponeva solo di 400 uomini, qualche arma da fuoco e quindici cavalli.
L'accordo prevedeva che, una volta sconfitto l'Impero azteco, la nazione totonaca sarebbe stata libera. Il patto non fu rispettato e, dopo la conquista del Messico, i Totonaca furono obbligati ad abbandonare la propria cultura e religione, pena la morte, a sottomettersi come schiavi ai signori spagnoli in quelle che erano state le loro terre, coltivando per conto loro la canna da zucchero. Cempoala rimase disabitata; la loro cultura si estinse e venne dimenticata, venendo riscoperta solo verso la fine del XIX secolo dall'archeologo messicano Francisco del Paso y Troncoso.

## Guerra e successiva alleanza con Tlaxcala

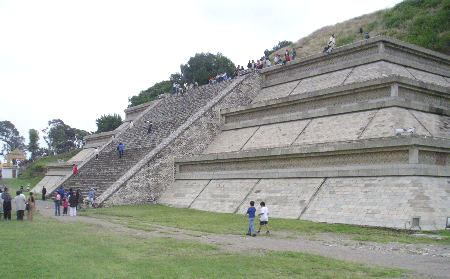
Sezione ricostruita della Grande Piramide di Cholula

Una volta fondata Veracruz, Montezuma chiese a Cortés, attraverso l'invio di ambasciatori, di non proseguire. In ogni caso, il 16 agosto 1519, i conquistadores abbandonarono la costa e iniziarono la marcia verso il cuore dell'impero azteco. L'esercito invasore era composto da 13 000 guerrieri totonaca, 400 soldati spagnoli con armi da fuoco e 15 cavalli.
A fine di agosto l'esercito di Cortés arrivò nel territorio della confederazione o repubblica di Tlaxcala, formata da quattro signorie autonome: Tepeticpac, Ocotelolco, Tizatlan e Quiahuiztlán.
In quel periodo Tlaxcala e Tenochtitlán rappresentavano due concezioni opposte di organizzazione politica che le portò allo scontro aperto. Tlaxcala si era organizzata come una confederazione di città stato unite in una repubblica governata da un senato; Tenochtitlán al contrario era organizzata come un impero.
A partire dal 1455 l'Impero azteco, formatosi sopra la base della Triplice Alleanza tra Tenochtitlán, Texcoco e Tlacopán, aveva iniziato quelle che erano chiamate «guerras floridas» (guerre fiorite) contro Huejotzingo, Cholula e Tlaxcala, con il fine di catturare prigionieri per i sacrifici religiosi.

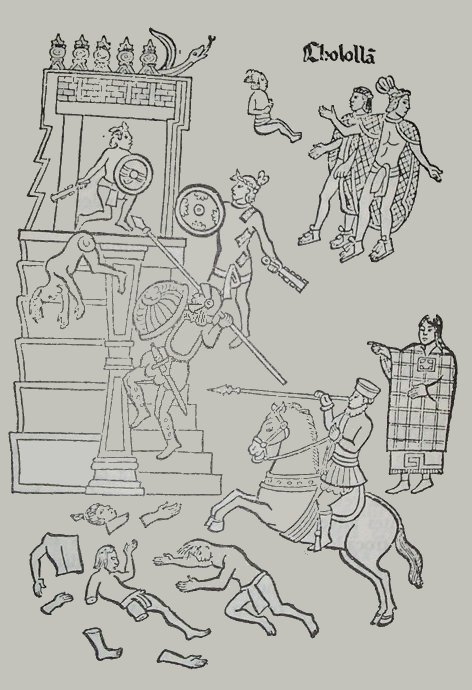
Massacro di Cholula

In queste circostanze arrivò Cortés nel territorio di Tlaxcala, al comando del suo esercito totonaca-spagnolo. Inizialmente la Repubblica di Tlaxcala, comandata da Xicohténcatl Axayacatzin, negò agli stranieri di attraversare il suo territorio, scontrandosi il 2 settembre; lo scontro favorì Cortés.

Il giorno dopo si ebbe un nuovo scontro che fu nuovamente sfavorevole per Tlaxcala, e che portò alla divisione della repubblica, con la diserzione delle truppe di Ocotelolco e 
Tepeticpac. Superate in numero da Xicohténcatl furono nuovamente sconfitti e il senato ordinò di fermare la guerra e di offrire la pace a Cortés. Questo accordo stabilì la cruciale alleanza con i Tlaxcaltechi, acerrimi nemici degli aztechi, che non erano mai riusciti a conquistare il loro territorio. Cortés rimase diverse settimane a Tlaxcala.
Nel loro cammino verso Tenochtitlán i conquistadores arrivarono a Cholula, alleata dell'Impero azteco, la seconda città più grande dopo Tenochtitlán, con 30 000 abitanti. La leggenda spagnola racconta che dopo aver ricevuto Cortés e il suo enorme esercito, le autorità di Cholula pianificarono di tendere un'imboscata così da distruggere gli spagnoli, ma un'anziana che volle salvare la Malinche, commise l'errore di confidarsi con lei, così che Cortés fu avvertito e poté attaccare i congiurati, iniziando quella che viene ricordata come la mattanza di Cholula, nella quale più di 5 000 uomini furono uccisi in meno di cinque ore. L'esercito rimase in Cholula nei mesi di ottobre e novembre e, quando ripartì, la città fu incendiata.
Nel cammino da Cholula, Cortés oltrepassò due vulcani, il Popocatépetl e il Iztaccíhuatl in un passo che ancora oggi porta il suo nome. Attraversato il passo avvistò per prima volta il lago di Texcoco e l'isola di Tenochtitlán, centro pulsante dell'impero azteco e si avvicinò verso Xochimilco.
A Ayotzinco fu preparato l'attacco a Tenochtitlán. Al suo arrivo a México-Tenochtitlán, Cortés rimase sorpreso per la bellezza del posto, che è descritta dal cronista Bernal Díaz del Castillo come "un sogno".

## Entrata a Tenochtitlán

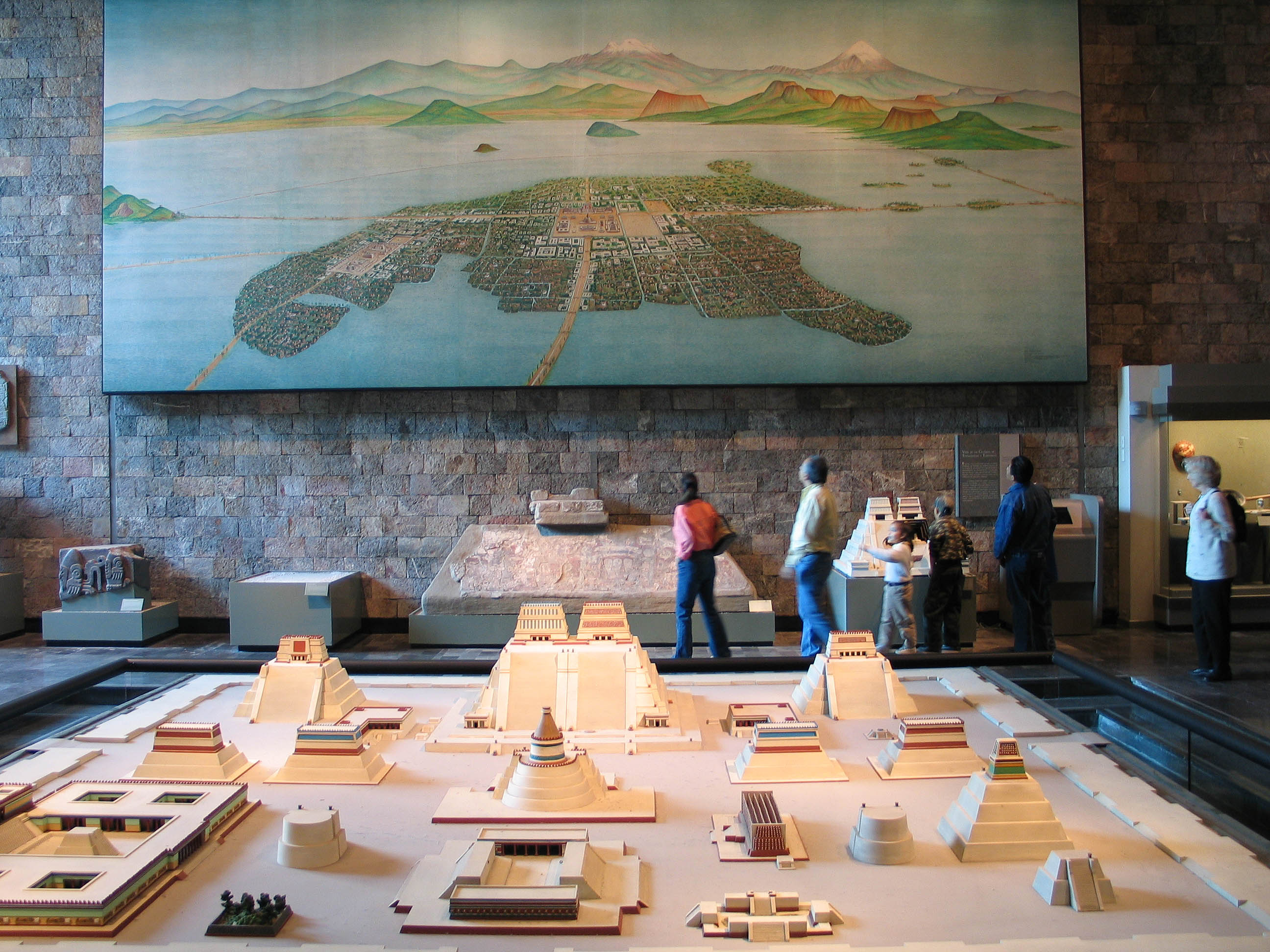
La Gran Tenochtitlan, e il plastico del Templo Mayor

L'8 novembre 1519, nonostante Montezuma disponesse di un grande esercito, Cortés riuscì ad entrare a Tenochtitlán. Gli spagnoli entrarono dal lago di Chalco, mentre i loro alleati rimasero ad Amecameca.
Una serie di funesti presagi precedette l'arrivo dei conquistadores in città, secondo alcuni aztechi predizione della conquista.
- Una cometa apparve in cielo, in pieno giorno.
- Una colonna di fuoco (probabilmente la cometa) apparve nel cielo della notte.
- Il tempio di Huitzilopochtli venne distrutto dalle fiamme.
- Un fulmine colpì il tempio di Tzonmolco.
- Tenochtitlán subì un'inondazione.
- Gente strana con molte teste su un corpo solo fu vista camminare per la città.
- Si sentì la voce di una donna intonare un canto funebre per gli Aztechi.
- Venne catturato uno strano uccello. Quando Montezuma guardò nei suoi occhi, che erano come specchi, vide degli uomini dalle strane sembianze che sbarcavano sulla costa.

Al loro arrivo a Tenochtitlán gli spagnoli e Cortés furono accolti con tutti gli onori e alloggiati in un palazzo centralissimo, esattamente dove oggi sorge il Monte di Pietà di Città del Messico; la residenza vera e propria di Montezuma invece si trovava sull'altro lato dell'attuale piazza dello Zócalo, dove oggi sorge il Palazzo Nazionale.
Gli spagnoli rimasero molto colpiti dalla magnificenza di Tenochtitlán e Bernal Diaz del Castillo riportò nelle sue cronache che la città superava in bellezza e grandezza molte delle città europee, arrivò a descriverla anche come un "sogno".
Così viene descritta in una cronaca: La grande città è costruita sulla laguna salata e dista, in qualunque punto, due leghe dalla riva. Vi si può accedere da quattro parti attraverso strade ben costruite, della larghezza di due lance. È grande come Siviglia o Cordova. La piazza più grande è due volte quella della città di Salamanca, interamente circondata di portici. Dove, ogni giorno, tra compratori e venditori, ci saranno più di sessantamila persone.
Tenochtitlán a quel tempo era abitata da circa 300 000 persone (più di Parigi o Londra) ed era dotata di viali ampi e puliti ed era attraversata da grandi canali che permettevano un continuo rifornimento alla città di ogni tipo di bene presente nel vasto impero azteco. I conquistatori non tardarono a capire che la città, collegata alla terraferma da tre ponti in legno facilmente rimovibili, poteva trasformarsi in una vera e propria fortezza.
Dopo qualche giorno di riposo all'interno della città, Cortés invitò Montezuma a recarsi nel palazzo in cui gli spagnoli si erano insediati e lo fece prigioniero (14 novembre 1519), riuscendo a fargli giurare fedeltà a Carlo V re di Spagna.
Nei mesi successivi gli spagnoli vissero più o meno pacificamente e, con l'autorità di Montezuma, iniziarono a convertire al cristianesimo molti indios e a sostituire le statue delle divinità con crocifissi e con statue della Vergine Maria; iniziarono anche a esplorare tutto il territorio dell'impero e a scoprire i giacimenti di oro e argento del Messico. Parte della popolazione azteca credeva, come Montezuma, che gli spagnoli fossero degli dei, o per lo meno dei messaggeri divini; ma un'altra parte della popolazione, capeggiata dal fratello di Montezuma, Cuitlahuac, credeva che gli spagnoli non fossero altro che uomini molto ambiziosi e violenti.

## Nuove battaglie
Quando il governatore di Cuba, Diego Velázquez, venne a sapere dell'avanzata di Cortés nel continente, decise di inviare immediatamente un esercito guidato da Pánfilo de Narváez, con l'ordine di catturare Cortés e riportarlo con i suoi uomini a Cuba, da dove poi sarebbe stato rispedito in Spagna per essere giudicato per tradimento. Appresa la notizia Cortés affidò il controllo di Tenochtitlán al capitano Pedro de Alvarado, radunò i suoi uomini e marciò contro l'esercito di Narvaez. Lo scontro avvenne a Zempoala, ma Cortés non ebbe grosse difficoltà per attrarre dalla sua parte il grosso delle truppe inviate da Velázquez, e così rapidamente schiacciò il resto delle truppe di Narvaez.

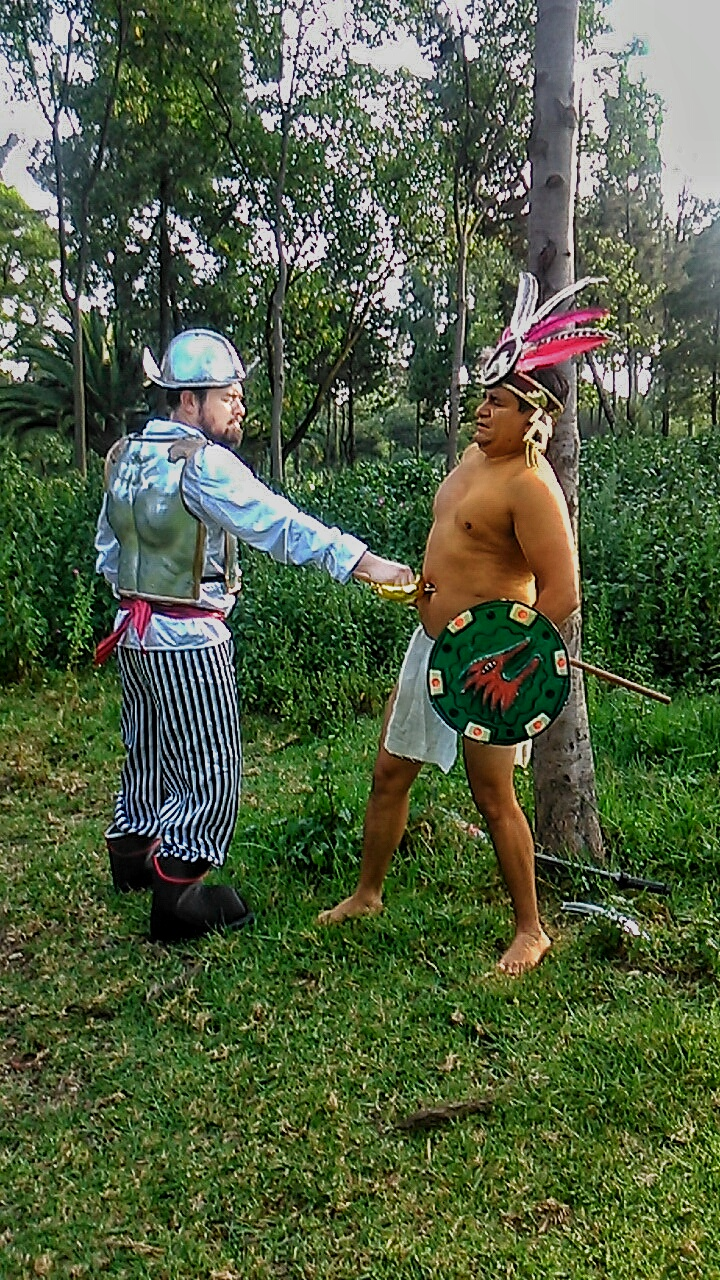
Rappresentazione della battaglia di Otumba

Nel frattempo Alvarado era asserragliato nel palazzo degli spagnoli con Montezuma praticamente prigioniero e circondato dal malcontento verso gli spagnoli che si stava diffondendo in tutta la città. La situazione precipitò il 15 maggio 1520, quando, durante una cerimonia religiosa, Alvarado ordinò di attaccare gli indios disarmati per poter strappare loro i gioielli che portavano: quell'atto segnò l'inizio della sollevazione popolare contro gli invasori ed è ricordato come il massacro del Templo Mayor.
Il ritorno di Cortés a Tenochtitlán coincise con una delle sollevazioni popolari contro il dominio spagnolo, che si erano moltiplicate in quel periodo nella città; Cortés chiese subito a Montezuma di ordinare al popolo di cessare le sollevazioni, ma il popolo, stanco dell'oppressione spagnola, per tutta risposta iniziò a lanciare pietre contro gli spagnoli e contro lo stesso sovrano che morì, molto probabilmente, a causa di una pietra lanciata dai suoi stessi sudditi.
Cuitlahuac, fratello di Montezuma e signore di Iztapalapa fu nominato tlatoani di Tenochtitlan e iniziò subito a organizzare una lotta armata contro gli spagnoli, ma dopo pochissimo tempo morì di vaiolo.
La notte tra il 30 giugno e il 1º luglio 1520, gli spagnoli capirono di star combattendo una battaglia che era impossibile da vincere, decidendo così di fuggire dalla città portandosi via tutto il tesoro degli aztechi. Per uscire dalla città Cortés decise di prendere la via ad ovest, che era anche la più corta, ma il ponte di legno non resistette al peso delle truppe spagnole e si spezzò lasciando la retroguardia, comandata da Alvarado, intrappolata in città; Cortés perse la maggior parte dei suoi uomini e dei suoi alleati, gran parte dei cavalli e dell'artiglieria, e tutto il tesoro trafugato venne inghiottito per sempre dal lago.
La leggenda racconta che Cortés arrivato alla riva del lago si mise a piangere; ancora oggi a Città del Messico esiste l'albero su cui Cortés avrebbe pianto quella notte, che viene ricordata come La Noche Triste ("notte triste"). La retroguardia venne massacrata dagli aztechi e i superstiti vennero sacrificati agli dei aztechi nel Templo Mayor.

## Caduta di Tenochtitlán

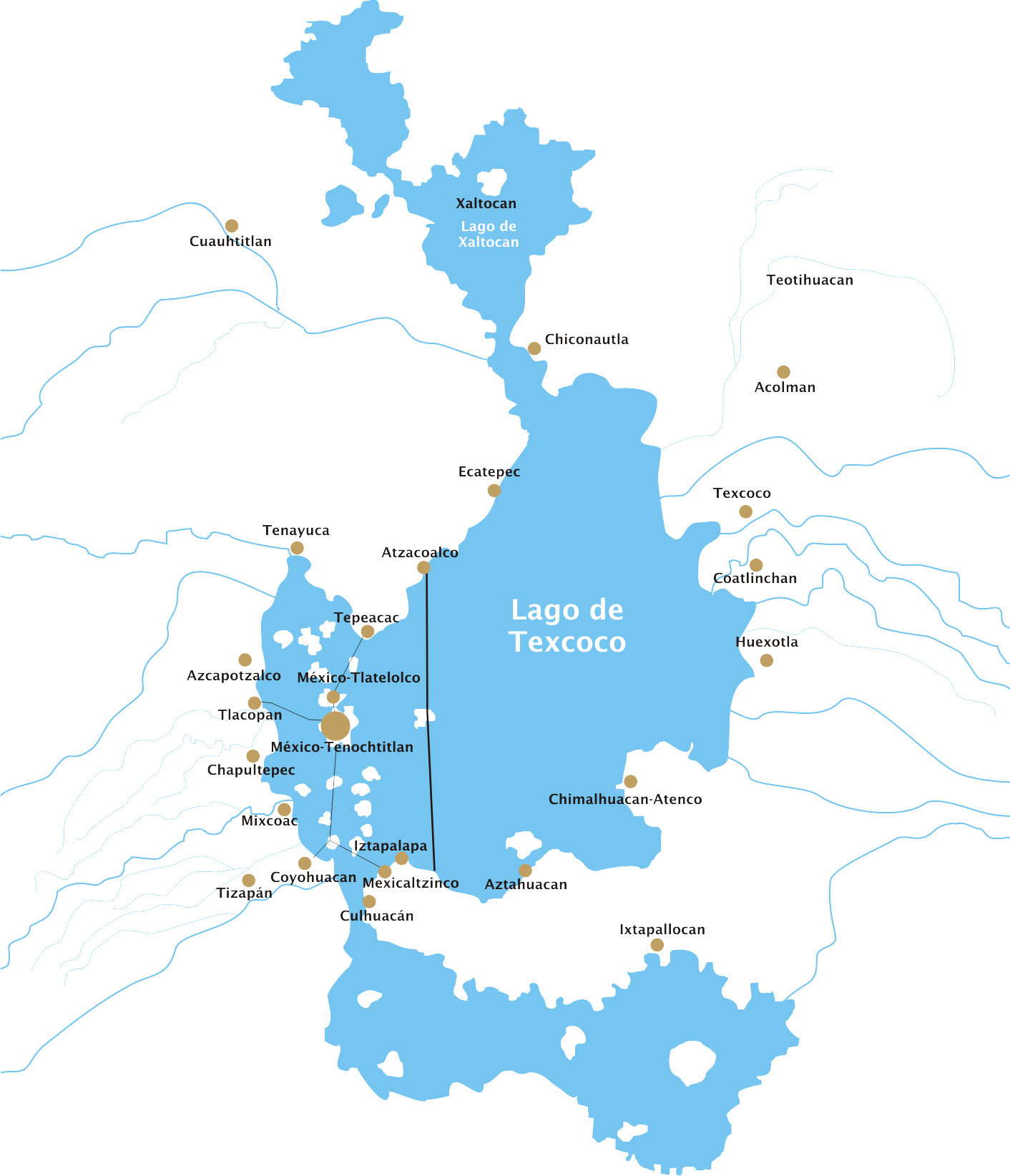
Mappa del lago e della città di Tenochtitlán

Cortés e i sopravvissuti arrivarono a Tlacopán (oggi Tacuba) e seguirono la via per il nord dei laghi in direzione di Tlaxcala, lungo il cammino sconfissero un gruppo di indios nelle vicinanze di Otumba, e compirono un nuovo massacro nella città di Calacoaya. Nel frattempo Tlaxcala aveva rifiutato una richiesta di alleanza contro gli spagnoli giunta da Tenochtitlán, cosa che, molto probabilmente, avrebbe portato allo sterminio delle truppe di Cortés; al contrario Tlaxcala mantenne i patti con gli spagnoli. Questo permise a Cortés di riarmarsi e di trovare ancora più alleati indigeni, frustrando i tentativi del nuovo signore azteco Cuauhtémoc di riunire tutti i signori indigeni contro gli invasori. Era evidente che il rancore nei confronti del popolo di Tenochtitlan era troppo grande.
Secondo le cronache del tempo Cortés fece costruire dai suoi uomini una flotta di brigantini sulle rive settentrionali del lago e ordinò ai suoi alleati indigeni di distruggere tutti i villaggi sulle rive e di bloccare ogni via di comunicazione con Tenochtitlán, così da impedire l'entrata in città di acqua e di cibo. Nella città, messa già in ginocchio dalla peste e dal vaiolo (le due malattie avevano già ucciso circa la metà della popolazione), scoppiò una guerra per il potere tra i nobili che furono tutti misteriosamente assassinati; nel frattempo la flotta di Cortés iniziò l'assedio alla città-isola.

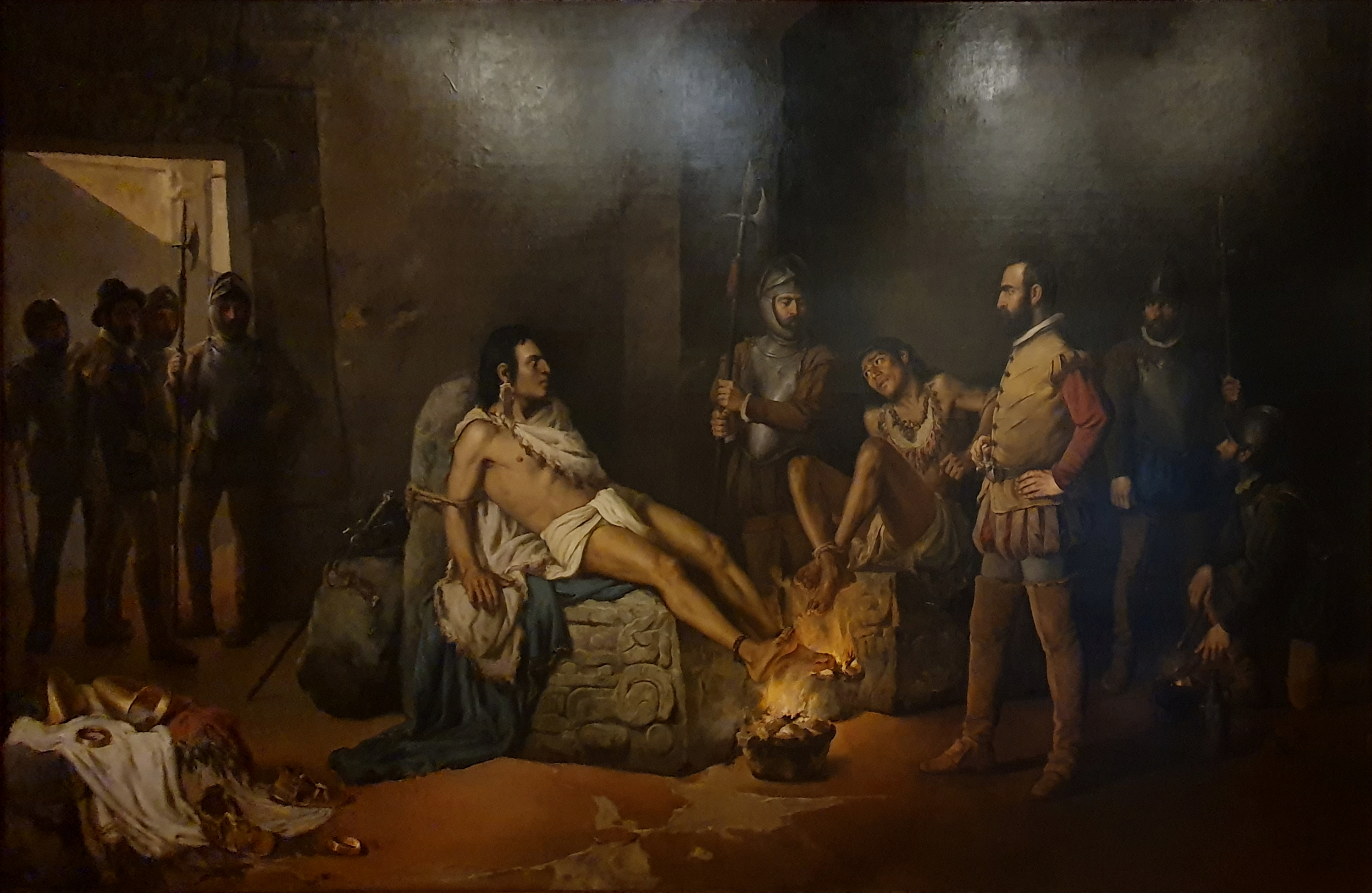
Cuauhtémoc torturato da Cortés per fargli confessare dove è nascosto il tesoro. dipinto del XIX secolo

Nelle intenzioni originali di Cortés Tenochtitlán non doveva essere distrutta, avrebbe dovuto essere la punta di diamante delle sue conquiste e sarebbe divenuta la capitale del nuovo grande impero spagnolo, ma vista la strenua difesa dei mexica, si vide costretto a distruggere pezzo per pezzo la sua nuova capitale.
Gli aztechi trovandosi senza classe dirigente iniziarono a demoralizzarsi e vennero sterminati: poco a poco gli ultimi valorosi difensori della città arrivarono ad accamparsi a Tlatelolco, (qui sacrificarono gli ultimi prigionieri spagnoli), e dopo più di due mesi di combattimenti il 13 agosto 1521 gli spagnoli catturarono Cuauhtémoc, ultimo tlatoani di Tenochtitlán, ponendo fine alla guerra, con quello che è ricordato come il massacro di Tlatelolco. Nel massacro morirono, come scrisse lo stesso Cortés, più di 40 000 aztechi, decretando così la fine di Tenochtitlán e della cultura azteca.
Con l'entrata degli spagnoli e dei loro alleati indigeni tutti gli aztechi rimasti vennero torturati e resi schiavi, Cuauhtémoc e i nobili ancora in vita vennero torturati più volte per obbligarli a rivelare la collocazione del tesoro di Montezuma, ma gli storici hanno riportato che resistettero alle torture con grande valore. Nel 1525, durante il viaggio alla scoperta di Las Hibueras, Cuauhtémoc venne condannato per tradimento e impiccato assieme al signore azteco di Tacuba.

## Conseguenze della conquista

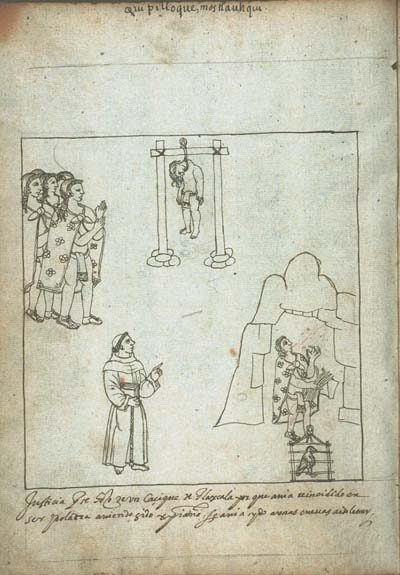
Sottomissione religiosa

Con la caduta di Tenochtitlán e dell'impero azteco, la conquista spagnola non si fermò. Oltre a sottomettere il resto dell'attuale Messico e di gran parte dell'America centro-meridionale, compresi i popoli con i quali si erano in un primo tempo alleati, l'impero spagnolo negli anni seguenti attuò una seconda conquista, ossia nella sistematica repressione delle culture e delle religioni indigene.
Il cattolicesimo venne imposto con la forza, e le antiche divinità vennero rapidamente associate al demonio, e dieci anni dopo la caduta del grande Impero azteco e delle divinità della spiritualità tradizionale, nelle vicinanze del lago dell'antica Tenochtitlán si crede sia apparsa a un indio di nome Juan Diego una visione mistica. I cristiani la associarono immediatamente alla Madonna, chiamata Nostra Signora di Guadalupe e divenuta in seguito la patrona del Messico e dell'America Latina. L'apparizione tuttavia — come fa notare lo storico William Taylor — presentava le caratteristiche tipiche di alcune divinità locali, come il mantello blu e verde della coppia cosmica di Ometeotl e un'agave americana, pianta associata alla Dea Madre, un tempio alla quale sorgeva inoltre sulla stessa collina di Tepeyac, luogo della manifestazione.
Gran parte dei codici e del patrimonio culturale azteco venne mandato al rogo dall'inquisizione, (assieme a molti indigeni), causando così la scomparsa quasi totale delle culture precolombiane. Soltanto nel XIX secolo si iniziò a recuperare le antiche culture mesoamericane.
Esemplare quanto accaduto durante la costruzione della cattedrale di Città del Messico: ci furono diversi cedimenti e le autorità religiose non tardarono a incolpare il terreno e le pietre usate per la costruzione. Infatti la nuova cattedrale stava sorgendo sopra le rovine del Templo Mayor di Tenochtitlán ed era edificato proprio con le pietre del tempio pagano. Si diffuse così la leggenda che le divinità azteche fossero presenti nelle pietre della Cattedrale.
In conclusione la conquista del Messico diede agli spagnoli il dominio per circa 300 anni di un territorio vastissimo e ricchissimo di materie prime e di minerali preziosi come l'oro e l'argento. Per gli aztechi e le altre popolazioni indigene significò l'annientamento quasi totale della propria cultura e identità, che sarebbero confluite solo nei secoli successivi in una nuova cultura meticcia e in una nuova grande nazione erede di due popoli.

## Un fattore decisivo: la catastrofe demografica causata dalle malattie

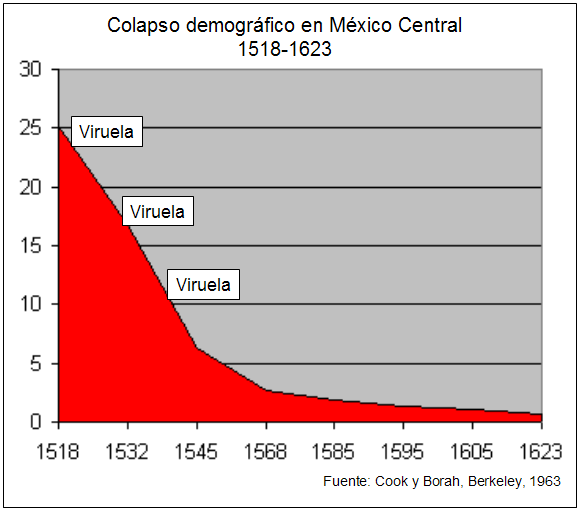
Secondo i ricercatori Cook e Borah, la popolazione azteca diminuì da 25 milioni a 6 milioni in 30 anni dalla conquista.

La storiografia moderna ha determinato che uno dei fattori decisivi, se non quello definitivo, che rese possibile la conquista e la sottomissione delle culture e degli imperi dell'America Latina da parte degli europei, fu la catastrofe demografica causata dalle malattie portate dagli europei in America.
Malattie come il vaiolo e la peste sterminarono la popolazione che non ne era immune. Esse inoltre contagiarono per primi i capi e i nobili, lasciando così la popolazione senza una guida solida e facilitando ancor più la conquista.
I ricercatori Cook e Borah, dell'Università di Berkeley, dopo alcuni decenni di ricerche, sostennero che quando Cortés sbarcò in Messico, la popolazione della regione arrivava a circa 25,2 milioni di persone e che 100 anni dopo ne rimanevano meno di un milione. Nella stessa epoca Spagna e Portogallo assieme non arrivavano a 10 milioni di abitanti e in tutta Europa vivevano circa 57,2 milioni di persone. Il Messico ha recuperato la popolazione del XV secolo solo negli anni sessanta del XX secolo.

### Cronologia della conquista
1519
- 21 aprile - Cortés arriva a Cozumel venendo da Cuba.
- 22 aprile - Fondazione di Villa Rica de la Vera Cruz a Chalchicueyecan.
- 24 aprile - Cortés si riunisce per la prima volta con gli ambasciatori di Montezuma.
- 15-25 maggio - Creazione della prima congrega spagnolo a Vera Cruz.
- 1-3 de giugno - Viaggio a Cempoala, alleanza con gli Zapotechi e trasferimento della congrega a Quiahuiztlán.
- giugno - Incendio delle navi spagnole
- 16 agosto - Parte la spedizione per la conquista di Tenochtitlan.
- 18 agosto - Si attraversa a Xalapa.
- 1-10 settembre - Battaglie con i tlaxcaltechi
- 16-18 ottobre - Massacro di Cholula
- 3 novembre - Si attraversa Amecameca.
- 8 novembre - Arrivo a Tenochtitlán.
- 14 novembre - arresto di Montezuma.

1520
- 10 maggio - Uscita di Cortés a Cempoala, per l'incontro con Pánfilo de Narvaez.
- 15 maggio - Massacro del Templo Mayor, si iniziano le ostilità contro gli Aztechi.
- 24 giugno - Cortés torna a Tenochtitlán.
- 30 giugno - Sconfitta della Notte Triste e ritirata degli invasori.
- 7 luglio - Battaglia di Otumba
- 8 luglio - Ritorno a Tlaxcala.
- luglio-ottobre - Cortés rafforza le alleanze, riceve rinforzi considerevoli e prepara il suo ritorno a Tenochtitlán.
- 30 ottobre - trentacinquesimo compleanno di Cortés.
- 25 novembre - Cuitláhuac muore di vaiolo lo sostituisce Cuauhtémoc.
- Dicembre - Si prepara l'assalto a Tenochtitlán e si realizzano vari massacri nelle popolazioni intorno al lago.

1521
- gennaio-aprile - Cortés duplica il numero iniziale dei soldati.
- marzo - Vengono terminate a Tlaxcala le 12 navi che Cortés necessita per assediare Tenochtitlan.
- 16 aprile - Gli eserciti invasori entrano a Xochimilco.
- 30 maggio - Si dà inizio all'assalto di Tenochtitlán.
- 13 agosto - Cattura di Cuauhtémoc, massacro di Tlatelolco e fine della guerra.

### In spagnolo
- Historia General de México. Cuarta edición, El Colegio de México (1994), ISBN 968-12-0969-9
- Hombres y armas en la conquista de México, 1518-1521, Pablo Martín Gómez (2001)
- Hernán Cortés. Inventor de México, Juan Miralles Ostos (2001)
- Hernán Cortés: el conquistador de lo imposible, Bartolomé Bennassar (2002)
- Historia Minima de México. Colegio de México (1994), ISBN 978-968-12-0618-5
- Esbozo de Historia de México Juan Brom, Grijalbo, (1998), ISBN 970-05-0937-0
- Conquista della Nuova Spagna Bernal Diaz del Castillo
- Hispania Victrix Francisco López de Gomara
- "Hernán Cortés" (2006), PEREYRA, Carlos (1931), editore Martín Quirarte, México ed.Porrúa, ISBN 970-07-6062-6

e in linea, attraverso la Fundación Biblioteca Virtual Miguel De Cervantes che fornisce in modo gratuito vía internet l'opera completa di Bernal Díaz del Castillo:
- Historia verdadera de la conquista de la Nueva España (Tomo I), su cervantesvirtual.com. URL consultato il 13 luglio 2011 (archiviato dall'url originale il 4 marzo 2017).
- Historia verdadera de la conquista de la Nueva España (Tomo II), su cervantesvirtual.com.

### In altre lingue
- William H. Prescott, La Conquista del Messico, collana Einaudi Tascabili, Einaudi Editore, 1992  [1843], ISBN 88-06-12873-6.
- (EN) Hugh Thomas, The Conquest of Mexico, Pimlico, 1994  [1993], ISBN 0-7126-6079-8.
- Bernal Díaz del Castillo, La conquista del Messico (1517-1521), a cura di F. Marenco, TEA, 2002, ISBN 88-502-0140-0.
- Hernán Cortés, La conquista del Messico.
- Hernán Cortés, Lettere dal Messico.
- Antonio Aimi, Moctezuma. Il tramonto del Quinto Sole, Milano, Mondadori, 2004.
- Antonio Aimi, La vera visione dei vinti: la conquista del Messico nelle fonti azteche, Bulzoni, 2002, ISBN 88-8319-672-4.
- Cvetan Todorov, La conquista dell'America. Il problema dell'altro, collana Einaudi Tascabili, Einaudi Editore, 1984, ISBN 88-06-12826-4.
- Duccio Sacchi, Serge Gruzinski, La colonizzazione dell'immaginario : società indigene e occidentalizzazione nel Messico spagnolo, Torino, Einaudi, 1994.
- (ES) Antonio D. De Solis, Istoria della conquista del Messico della popolazione, e de' progressi nell'America Settentrionale conosciuta sotto il nome di Nuova Spagna. ISBN non esistente

### Romanzi correlati all'argomento
- L'azteco, Gary Jennings (1980)